# 福帅
福帅（英語：Parker Foo；1998年9月12日—），中国男子冰球运动员。司职前锋。出生于加拿大艾伯塔省埃德蒙顿。身高185厘米，体重78公斤。有华人血统。

## 经历
2014-2016年在阿尔伯塔省青年联赛布鲁克斯强盗队为主力左边锋，球队两夺联赛冠军，两年104场比赛93分。
他和哥哥效力于NCAA的美国联合学院。2017年NHL选秀第144顺位被芝加哥黑鹰队选中。后到中国任昆仑鸿星俱乐部。加入中華人民共和國国籍入选国家队。2022年在国家队出战4次进1球。

## 家庭
哥哥：福将